# Oswald Rohatiner
Oswald Leo(n) Rohatiner (ur. 14 grudnia 1897 we Lwowie, zm. 1940 w Kijowie) – polski Żyd, doktor praw, urzędnik państwowy, sędzia i działacz piłkarski, kapitan rezerwy piechoty Wojska Polskiego, kawaler Orderu Virtuti Militari, ofiara zbrodni katyńskiej.

## Życiorys
Urodził się jako syn Maksymiliana i Chai z domu Silber. Uczęszczał do C. K. I Gimnazjum w Tarnopolu. W 1916 ukończył gimnazjum w rodzinnym Lwowie, po czym został wcielony do c. i k. armii i służył w jej szeregach podczas I wojny światowej.
Po odzyskaniu przez Polskę niepodległości wstąpił do Wojska Polskiego 21 maja 1919. Podczas wojny polsko-ukraińskiej był dowódcą plutonu w pociągu pancernym „Smok”. Został awansowany do stopnia podporucznika 1 stycznia 1920, następnie do stopnia porucznika rezerwy ze starszeństwem z dniem 1 czerwca 1919. Został przeniesiony do obsługi pociągu pancernego „Kaniów”, w załodze którego uczestniczył w wojnie polsko-bolszewickiej 1919–1920. W jej trakcie uczestniczył w Bitwie Warszawskiej, za czyny bohaterskie podczas niej dowódca 5 Armii, gen. Władysław Sikorski podpisał wniosek o przyznanie Orderu Virtuti Militari. Następnie w 1921 ochotniczo wziął udział w III powstaniu śląskim. 9 czerwca 1922 został zdemobilizowany i przeniesiony do rezerwy. W latach 20. i 30. był oficerem rezerwowym 26 pułku piechoty we Lwowie. Później awansowany do stopnia kapitana rezerwy.
Ukończył studia na Wydziale Prawa Uniwersytetu Jana Kazimierza we Lwowie, uzyskując tytuł doktora praw. Zawodowo pracował jako urzędnik państwowy. Był zatrudniony w Biurze Pośrednictwa Pracy i w Zakładzie Ubezpieczeń Społecznych we Lwowie. Był działaczem Związku Żydów Uczestników Walk o Niepodległość. Był sędzią i działaczem piłkarskim. W 1931 był sekretarzem Lwowskiego Związku Piłki Nożnej. W 1934 zasiadał w radzie kontrolnej klubu sportowego Jutrzenka Lwów; zamieszkiwał przy ulicy Stryjskiej 36 we Lwowie.
W obliczu zagrożenia konfliktem zbrojnym pod koniec sierpnia 1939 został zmobilizowany. Po wybuchu II wojny światowej i agresji ZSRR na Polskę z 17 września 1939, został aresztowany przez funkcjonariuszy NKWD 9 grudnia 1939. Był przetrzymywany we lwowskim więzieniu Brygidki. W 1940 został zamordowany przez NKWD. Jego imię i nazwisko figuruje na tzw. Ukraińskiej Liście Katyńskiej, opublikowanej w 1994 (został wymieniony na liście wywózkowej 55/2-87, oznaczony numerem 2494; jego tożsamość została podana jako Oskar Rogatyner). Ofiary tej zbrodni zostały pochowane na otwartym w 2012 Polskim Cmentarzu Wojennym w Kijowie-Bykowni.
18 czerwca 1922 jego żoną została Gizela Willer (ur. 1905), z którą miał dwie córki: Marię (ur. 1924) i Paulinę (ur. 1929). W kwietniu 1940 wszystkie trzy zostały deportowane na teren obecnego Kazachstanu, skąd powróciły do Polski, a po wojnie wyemigrowały do Izraela i zamieszkały w Beer Szewa. O losie Oswalda Rohatinera dowiedziały się w 1995.

## Odznaczenia
- Krzyż Srebrny Orderu Wojskowego Virtuti Militari nr 5185 (1922)[14]
- Krzyż na Śląskiej Wstędze Waleczności i Zasługi I klasy nr 79 (przyznana 5 lipca 1921 przez Naczelną Komendę Wojsk Powstańczych na Górnym Śląsku)
- Państwowa Odznaka Sportowa[15]